# Dragana Stanković
Dragana Stanković, född 18 januari 1995 i Ljubovija, är en serbisk basketspelare. Stanković blev olympisk bronsmedaljör i basket vid sommarspelen 2016 i Rio de Janeiro.